# Siria otomana
Siria otomana (en árabe: سورية في العصر العثماني‎) fue un antiguo eyalato del Imperio otomano desde 1516 hasta 1918, localizado en el Levante mediterráneo. Siria en la época otomana incluía los actuales países de Siria, Líbano, Israel, Palestina, Jordania, y partes de Turquía e Irak.

## Historia

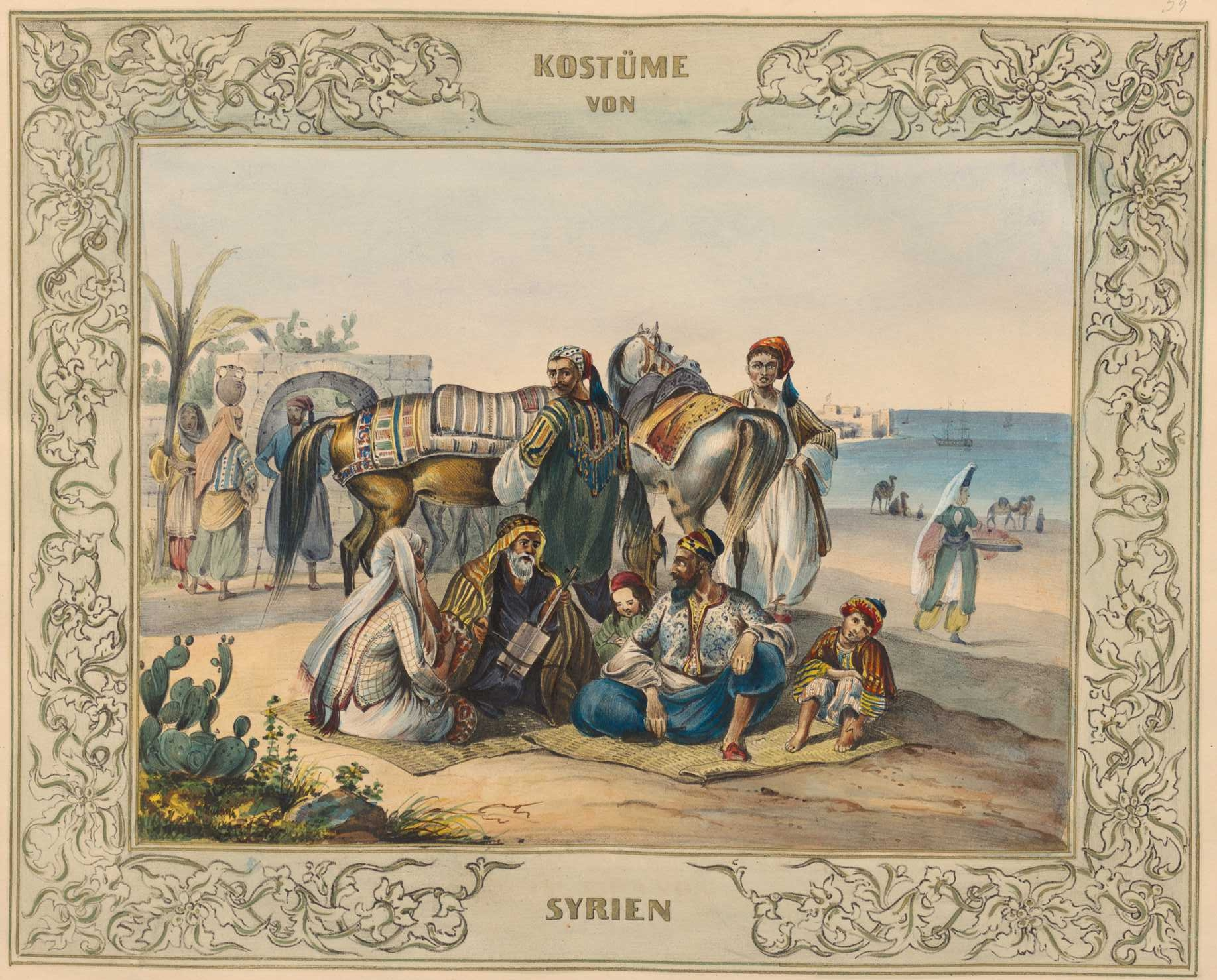
Vestimenta en Siria de mediados del.

Antes de 1516, la Gran Siria fue parte del Imperio mameluco centrado en Egipto. El sultán otomano Selim I conquistó Siria en 1516 tras derrotar a los mamelucos en la batalla de Marj Dabiq cerca de Alepo, en el norte de Siria. Selim llevó la victoria en su campaña contra los mamelucos y conquistó Egipto en 1517 tras la batalla de Ridaniya, poniendo fin a la sultanía mameluca.

## Divisiones administrativas
Cuando se apoderó de Siria en 1516, Selim I conservó las subdivisiones administrativas del período mameluco sin cambios. Cuando regresó de Egipto en julio de 1517, reorganizó Siria en una gran provincia o eyalato llamada Sam (palabra turca para «Siria», tomada del árabe Sham). Los eyalatos fueron subdivididos en varios distritos o sanjacados.

### 1549
En 1549, Siria fue reorganizada en dos eyalatos. El Sanjacado norte de Alepo se convirtió en el centro del nueva Eyalato de Alepo. En ese momento, los dos eyalatos sirios se subdividían como sigue:
- Eyalato de Alepo
  - Sanjacado de Alepo
  - Sanjacado de Adana
  - Sanjacado de Ablistan (Marash)
  - Sanjacado de Aintab
  - Sanjacado de Birejik (Urfa)
  - Sanjacado de Kilis
  - Sanjacado de Ma'arra
  - Sanjacado de Hama
  - Sanjacado de Salamiya
  - Sanjacado de Homs

- Eyalato de Damasco
  - Sanjacado de Damasco
  - Sanjacado de Trípoli
  - Sanjacado de Safed
  - Sanjacado de Nablus
  - Sanjacado de Jerusalén
  - Sanjacado de Ajlun
  - Sanjacado de Salt
  - Sanjacado de Gaza

### 1579
En 1579, el Eyalato de Trípoli fue creado bajo el nombre de Trípoli de Siria (en turco:Trablusşam). En ese momento, se los eyalatos pasaron a llamarse de la siguiente manera:
- Eyalato de Alepo incluía:
  - Sanjacado de Alepo
  - Sanjacado de Adana
  - Sanjacado de Marash
  - Sanjacado de Aintab
  - Sanjacado de Urfa

- Eyalato de Trípoli incluía:
  - Sanjacado de Trípoli
  - Sanjacado de Latakia
  - Sanjacado de Hama
  - Sanjacado de Homs

- Eyalato de Damasco incluía:
  - Sanjacado de Damasco
  - Sanjacado de Beirut
  - Sanjacado de Sidón
  - Sanjacado de Acre
  - Sanjacado de Safed
  - Sanjacado de Nablus
  - Sanjacado de Jerusalén
  - Sanjacado de Gaza
  - Sanjacado de Haurán
  - Sanjacado de Ma'an

### 1586
En 1586, se estableció en el este de Siria el Eyalato de Raqqa, que duró hasta la invasión egipcia en 1831.
- Eyalato de Raqa
  - Sanjacado de Urfa
  - Sanjacado de Marash
  - Sanjacado de Al-Rahba
  - Sanjacado de Jabour
  - Sanjacado de Jamasa
  - Sanjacado de Bani Rabi'a

### 1660
El Eyalato de Safad fue creado en 1660. Posteriormente fue rebautizado con el nombre de Eyalato de Sidón, y más tarde, Valiato de Beirut.

### 1861
En virtud de la presión europea (principalmente de Francia), después del conflicto de la Siria otomana, se emitió un edicto otomano en 1861 (en vigor en 1864) que hizo de Monte Líbano un Mutesarrifiyyet gobernado por un Mutasarrıf. Esto significaba que la mayoría de las montañas maronitas ya no estaban subordinadas a ningún eyalato circundante. El edicto también concedió que el Mutasarrıf sea cristiano. 
Estas reformas se produjeron después de una guerra sectaria en las montañas entre los maronitas y los druso, estos últimos supuestamente respaldados por los otomanos.

### 1864
Como parte de las reformas Tanzimat, una ley otomana en 1864 preveía una norma de la administración provincial en todo el imperio con eyalatos cada vez más pequeños, valiatos gobernados por un gobernador o wali designados por la Sublime Puerta, pero con las nuevas asambleas provinciales participando en la administración.

### 1874
En 1874, Jerusalén se convirtió en un mutasarrifato obteniendo un estatus administrativo especial.

### 1877
En 1877, las subdivisiones de Siria eran las siguientes:
- Valiato de Alepo
- Valiato de Deir ez-Zor
- Valiato de Beirut
- Valiato de Siria (Damasco)
- Mutasarrifato del Monte Líbano
- Mutasarrifato de Jerusalén